# Eel
Eel is een gehucht van de gemeente Ravels, in de Belgische provincie Antwerpen, en is een aparte kern.
Eel is ontstaan als een straatdorp langs de N118, die Weelde met Geel verbindt, en de N137 naar Ravels. De kern is recentelijk uitgebreid met nieuwe verkavelingen, waardoor de lineaire structuur wat verloren is gegaan. Volgens het structuurplan zou Eel wel een erg landelijk gehucht blijven.
Eel heeft een eigen parochie met de Sint-Adrianuskerk. Ook de wijkpost van de politie in Ravels is gevestigd in Eel.

## Bezienswaardigheden
- De Sint-Adrianuskerk

## Natuur en landschap
Eel is een landelijk plaatsje in de Noorderkempen met een hoogte van ongeveer 33 meter. Bossen vindt men zowel in het westen als in het zuidoosten. Daar ligt het Gewestbos Ravels. Ten oosten van Eel stroomt de Aa in noordelijke richting.

## Nabijgelegen kernen
Ravels, Arendonk, Weelde